# Велика комета 1577 року

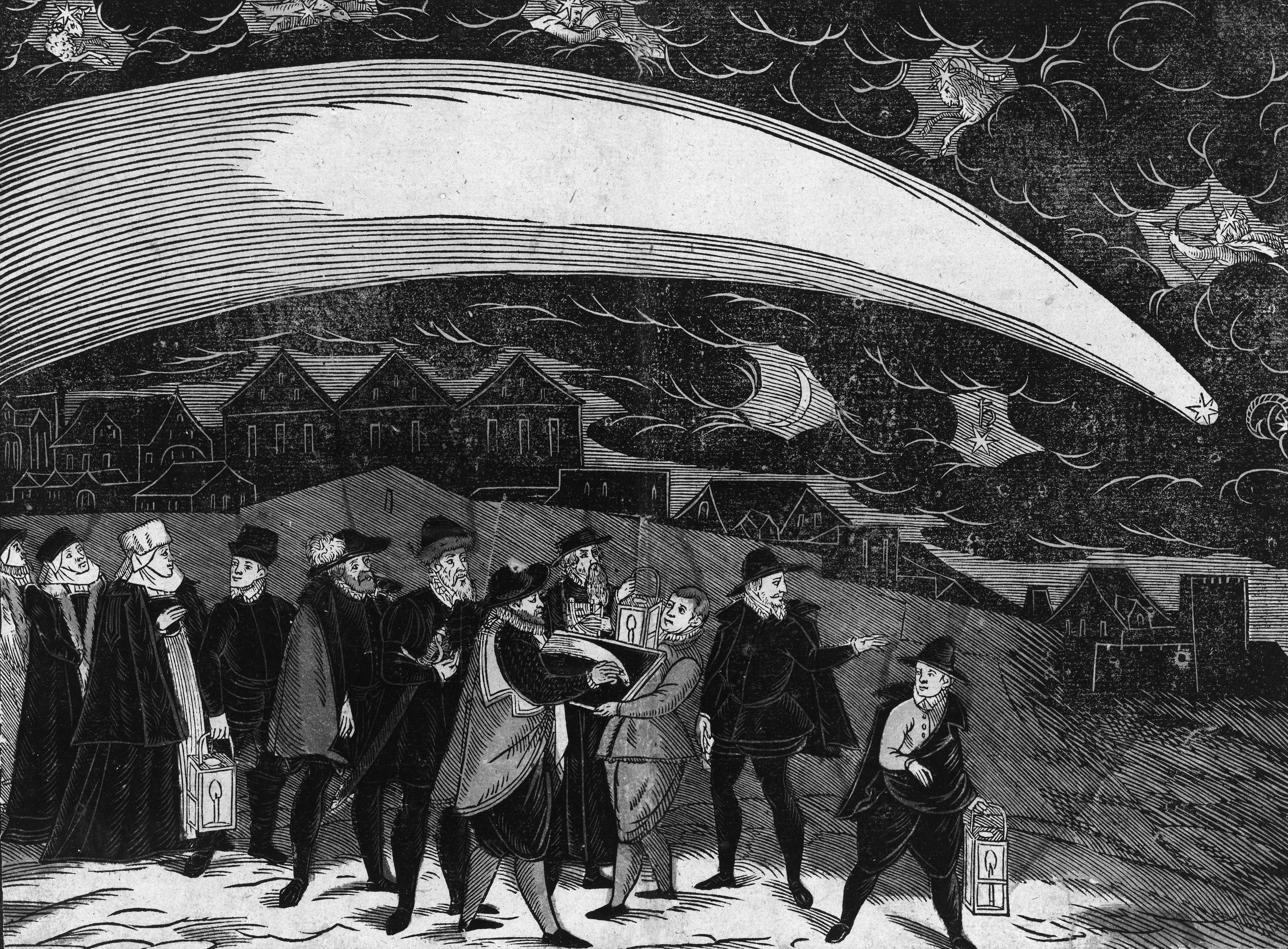
Велика комета над Прагою 12 листопада 1577 року. Гравюра Їржі Дачіцького

Велика комета 1577 року, офіційне позначення C/1577 V1 — велика комета, що пролітала неподалік Землі в 1577 році. Була видима в усій Європі й зафіксована, зокрема, астрономами Тихо Браге та Такіюддін аш-Шамі.
Уперше комету помітили 1 листопада 1577 року в Перу (за іншими даними, 13 листопада). Видимою із Землі вона була до 26 січня 1578 року. За даними NASA, комета перебувала на найближче до Сонця (в точці перигелію) 27 жовтня, а найближче до Землі — 10 листопада.
Браге за результатами своїх спостережень виявив, що комети та схожі космічні об'єкти пролітають поза межами атмосфери Землі.
У 2013 році відстань від Сонця до комети становила близько 323 а. о.

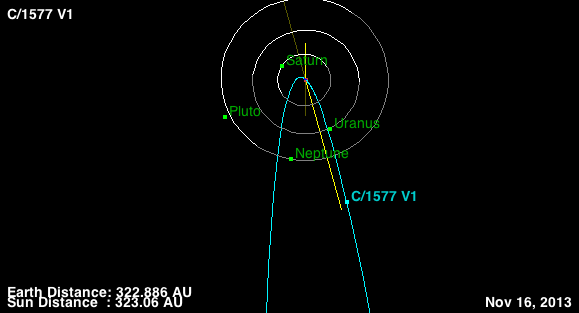
У 2013 році відстань від Сонця до комети становила близько 323 а. о.
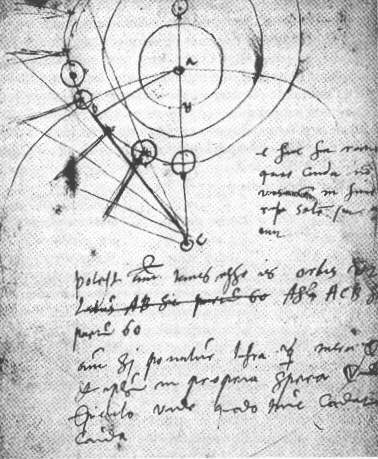
Рисунок Тихо Браге за результатами власних спостережень
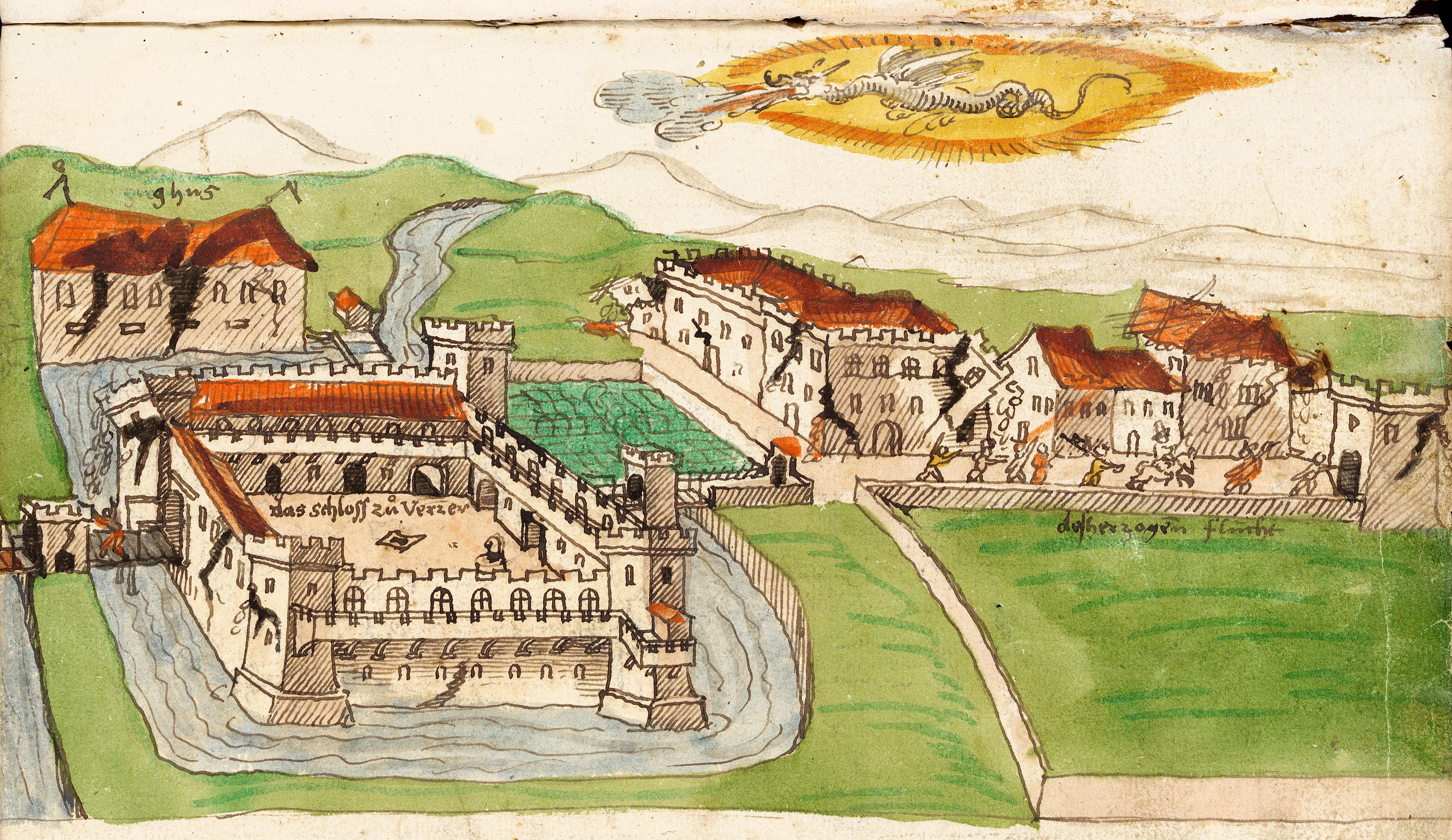
Проліт комети над містом Феррара